# 高允旺
高允旺，中华人民共和国政治人物、全国脱贫攻坚先进个人。

## 生平
高允旺任顺昌县大历镇乡村振兴发展中心科技特派员。因在脱贫攻坚战中作出突出贡献，2021年2月25日全国脱贫攻坚总结表彰大会上，高允旺被授予“全国脱贫攻坚先进个人”。